# Alain Guy
Alain Guy (La Rochelle, 11 de agosto de 1918 - Narbonne, 7 de noviembre de 1998) fue un filósofo e hispanista francés.

## Biografía
Estudió en la Sorbona parisina y en Grenoble, y tuvo por maestros a los hispanistas Jean Sarrailh y Jacques Chevalier; enseñó en la Universidad de Toulouse-le-Mirail. Vino a España por primera vez en 1936, a Salamanca, interesado por conocer a Unamuno. Su primera investigación fue Esquisse des progrés de la speculation philosophique et théologique a Salamanque, au cours du XVIe siécíe que publicó en París, Vrin, 1943 y su tesis principal, presentada en la Universidad de Grenoble (1942), fue sobre La Pensée de Fray Luis de León: Contribution a l’étude de la philosophie espagnole au XVIe siécle, publicada en París, Vrin 1943. Parcialmente en español, traducido por Ricardo Marín Ibáñez y con introducción de Pedro Sainz Rodríguez en Madrid, Rialp, 1960. Dedicó por entero su vida al estudio de la filosofía española e hispanoamericana, dándola a conocer no sólo en el extranjero sino también en España. Tradujo al francés Lo Chanson de l’Ombre (Un conte et une philosophie) de Juan Domínguez Berrueta, con notas y prefacio crítico, añadiendo como estudio Essai d ‘explication d ‘une haute pensée castillane au XXe siécle, Paris, Vrin 1944, cuando era profesor de Filosofía en el Lycée Gay-Lussac de Limoges (1939-1946). También fue profesor de Filosofía en liceos como el Courbevoire de Paris(1946-1948) y Berthelot de Toulouse (1948-1959), siendo ya profesor de la Facultad de Letras de Toulouse desde 1954. Fue jefe de trabajos de Filosofía en la Facultad desde 1959 a 1964 y Maître de Conférences desde el 64 al 67, pasando a titular desde 1967; de 1969 a 1974 fue también director de la U.E.R. d’Études philophiques et politiques en la Universidad de Toulouse-le-Mirail. Especialmente significativo para su tarea principal fue la fundación y dirección del Centro de filosofía Ibérica e Iberoamericana en la Universidad (1967-1987), destinado a profundizar en las filosofías española, iberoamericana, lusa y brasileña. Visitó durante toda su vida España en compañía de su esposa, también hispanista, Reine Guy. Comenzó estudiando la obra de fray Luis de León y continuó después con la de Juan Luis Vives, Miguel de Unamuno, José Ortega y Gasset y los autores más modernos, y fruto de este interés fue una Historia de la filosofía española que publicó en 1982 y se tradujo al español en 1985. Tradujo también Idée de la Métaphysique, de Julián Marías, con prólogo de Henri Gouhier. Toulouse, Publications de l’Université de Toulouse-le-Mirail y Nihilisme et expérience extréme de Víctor Massuh y en los últimos años Paz en la guerra de Miguel de Unamuno. Donó testamentariamente su riquísima biblioteca de 3200 volúmenes especializada en filosofía española a la Biblioteca Nacional de París, que la instaló en el Centro Pompidou.
Fue miembro de la Académie littéraire de la Rochelle, titular de la famosa Académie des Sciences, Inscriptions et Belles-Lettres de Toulouse fundada en 1640. Y entre otras condecoraciones y nombramientos fue Officier de l’Institution Publique (1967) y Chevalier de la Legion d’Honneur. En España perteneció a la Sociedad Española de Filosofía, así como
socio fundador y de honor de la Asociación de Hispanismo Filosófico y de la SITA. En 1978 recibió la Cruz de Comendador de la Orden de Isabel la Católica y en 1986 fue nombrado doctor honoris causa por la Universidad de Salamanca.

## Obras
- Histoire de la philosophie espagnole, Toulouse: Université de Toulouse le Mirail, 1983; traducida al español como Historia de la filosofía española, Barcelona: Anthropos, 1985
- La philosophie espagnole (Paris: Presses Universitaires de France, 1995).
- Ortega y Gasset crítico de Aristóteles; la ambigüedad del modo de pensar peripatético, juzgada por el raciovitalismo, Madrid: Espasa-Calpe, 1968.
- La filosofía en América Latina, Madrid: Acento, 1998.
- El pensamiento filosófico de Fray Luis de León, Madrid: Rialp, 1960.
- Vives ou l'Humanisme engagé, Paris 1972, traducido como Luis Vives: humanista comprometido, Barcelona: Editorial Balmes, 1997
- Fray Luis de León, Buenos Aires, ed. Columba 1962.
- Les philosophes espagnols d’hier et d’aujourd’hui, Toulouse, Éditions Privat, en dos volúmenes, uno dedicado a épocas y autores, el otro a selección de textos (1956), traducido al español como Los filósofos españoles de ayer y de hoy, Buenos Aires: Losada, 1966.
- Ortega y Gasset ou la raison vitale et historique, Paris, 1969.
- Unamuno et la soif d’éternité, Paris, 1964.

- Datos: Q4705665